# Децимація (обробка сигналів)
Децимація (від лат. Decimatio, від decem — «десять») — зменшення частоти дискретизації дискретного в часі сигналу шляхом проріджування його відліків.
Відлік — чисельне значення амплітуди сигналу у певний момент часу.
Проріджування відліків може здійснюватися шляхом їх вибіркового видалення з початкового масиву або на основі часткового підсумовування (накопчиення зі скиданням, фільтрації) у фіксованих часових інтервалах — стробах (звідси походить інша назва цієї операції — додаткове стробування відліків АЦП).

## Децимація видаленням відліків сигналів
При такій децимації з вхідної послідовності відліків: a0, a1, a2, …
береться кожен N-й відлік (N — ціле число):
a0, aN, a2N, …; N> 1
решта відліків відкидається. Перетворення спектра при децимації істотно залежить від спектра оброблюваного сигналу:
- Якщо оброблюваний сигнал не містить частот, що перевищують частоту Найквіста сигналу, який децимують, то форма спектра отриманого (децимованого) сигналу збігається з низькочастотною частиною спектра вхідного сигналу. Частота дискретизації, відповідна новій послідовності відліків, в N разів нижче, ніж частота дискретизації вхідного сигналу, і спектр отриманого сигналу масштабований по осі абсцис щодо спектра вхідного сигналу.
- Якщо оброблюваний сигнал містить частоти, що перевищують частоту Найквіста децимованого сигналу, то при децимації буде мати місце аліасинг (англ. aliasing — накладення спектрів).

Таким чином, для збереження спектру необхідно до децимації видалити з вхідного сигналу частоти, що перевищують частоту Найквіста децимованого сигналу. Ця операція проводиться цифровими фільтрами.
Термін «децимація» походить від початкового значення цього слова. Однак є істотна відмінність: якщо в Стародавньому Римі при децимації кожного десятого страчували, то при децимації сигналів кожен N-й відлік, навпаки, залишається.

## Децимація на основі додаткового стробування відліків АЦП
Цей метод децимації передбачає формування з серії відліків АЦП одного сумарного відліку, жорстко фіксованого відносно послідовності імпульсів такту АЦП.

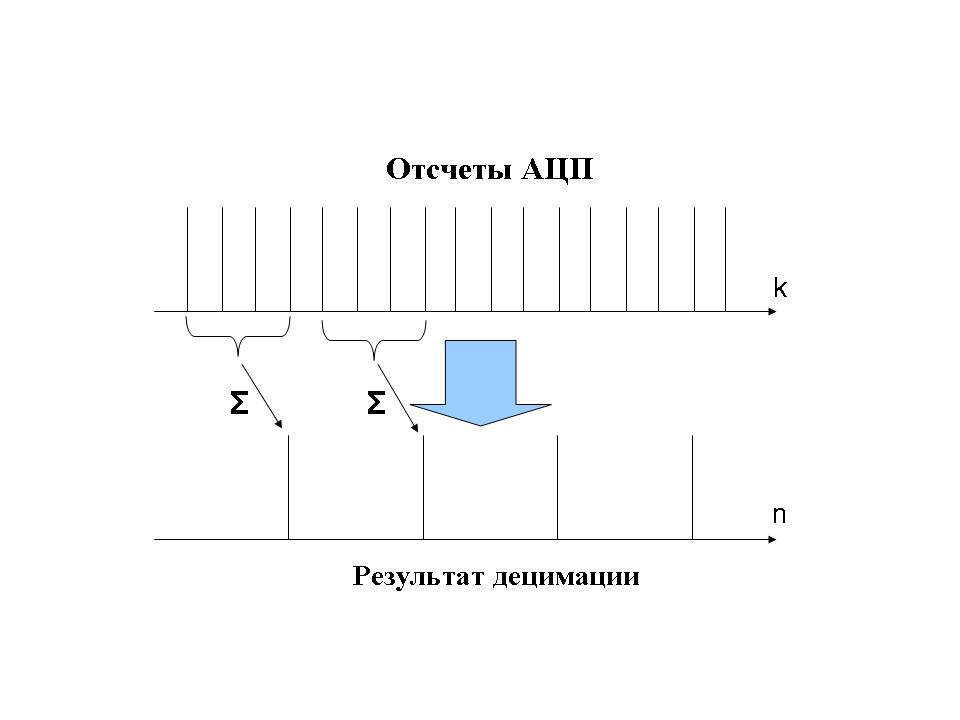
Процес децимації відеосигналів

У разі децимації відліків напруг відеосигналу при цьому результат проріджування описується виразом:
{\displaystyle y[n]=\sum _{k=0}^{M-1}x[nM+k]\,},
де x[•] — вхідні відліки напруг сигналу до децимації, M — тривалість строба у відліках АЦП.
Для гармонічних сигналів
{\displaystyle y[n]=\sum _{k=0}^{M-1}x[nM+k]\ e^{-i2\pi fkT},n=0,1,..,N},
де T — період дискретизації АЦП (інтервал між відліками).
Якщо {\displaystyle 2\pi fkT=k\pi /2}, то має місце
{\displaystyle e^{-i2\pi fkT}=1,e^{-i\pi /2},e^{-i\pi },...}
і відповідно
{\displaystyle Re(y[n])=\sum _{k=0}^{M-1}(Re(x[nM+k])cos{k\pi /2}+Im(x[nM+k])sin{k\pi /2})\,},
{\displaystyle Im(y[n])=\sum _{k=0}^{M-1}(Im(x[nM+k])cos{k\pi /2}-Re(x[nM+k])sin{k\pi /2})\,}.
При {\displaystyle Im(x[nM+k])=0} отримаємо
{\displaystyle Re(y[n])=x[nM]-x[nM+2]+x[nM+4]-...,},
{\displaystyle Im(y[n])=-x[nM+1]+x[nM+3]-x[nM+5]-...}.
Така обробка дозволяє виконати проріджування відліків сигналу без енергетичних втрат, декорелювати сигнали, здійснити цифрову фільтрацію і формування квадратурних складових напруг сигналів (I/Q-демодуляція), реалізувати надрелеївськое розрізнення імпульсних сигналів за часом приходу.
Коли аналоговий сегмент приймального тракту не дозволяє достатньо ефективно забезпечити попередню (anti-aliasing) фільтрацію, указаний метод децимації може бути модифікований у вигляді:
{\displaystyle y[n]=\sum _{k=0}^{M-1}x[nM+k]h[k]\ e^{-i2\pi fkT},n=0,1,..,N},
де {\displaystyle h[k]} — вектор вагових множників.
В якості прикладу при {\displaystyle 2\pi fkT=k\pi /2} слід вказати процедуру децимації з непарною тривалістю строба:
{\displaystyle Re(y[n])=-6[nM+1]+32x[nM+3]-52x[nM+5]+32x[nM+7]-6x[nM+9],}
{\displaystyle Im(y[n])=x[nM]-17x[nM+2]+46x[nM+4]-46x[nM+6]+17x[nM+8]-x[nM+10].}

## Децимация з використанням КІХ фільтрів
Альтернативним варіантом додаткового стробування відліків АЦП є їх низькочастотна фільтрація з використанням фільтрів з кінцевою імпульсною характеристикою (КІХ або FIR). При цьому з масиву вхідних відліків також формується тільки кожен M-й вихідний відлік як вагова сума напруг початкових відліків з ваговими коефіцієнтами у вигляді дискретної імпульсної характеристики КІХ -фільтра :
{\displaystyle y[n]=\sum _{k=0}^{K-1}x[nM-k]\cdot h[k],}
де h[•] — імпульсна характеристика, K — її тривалість; x[•] — вхідні відліки напруг сигналу до децимації.

## Децимація з дробовим коефіцієнтом проріджування відліків
Така децимація необхідна, наприклад, коли частота дискретизації сигналів некогерентна з частотою радіосигналу.
Для децимації з коефіцієнтом M/L, де M, L ∈ ℤ; M > L, спочатку необхідно провести ітерполяцію відліків за допомогою інтерполюючого фільтру порядка L, а потім виконати їх проріджування з коефіцієнтом M, наприклад, за допомогою описаної процедури додаткового стробування відліків АЦП. Як правило, обидві операції суміщують в одному фільтрі.
Можлива також децимація з ірраціональними коефіцієнтами перерахунку.